# Doris Day Show
Doris Day Show (The Doris Day Show) è una serie televisiva statunitense in 128 episodi trasmessi per la prima volta nel corso di 5 stagioni dal 1968 al 1973. La serie è ricordata per i suoi molti e improvvisi cambiamenti nel format nel corso dei suoi cinque anni di programmazione.

## Trama

### Stagione 1

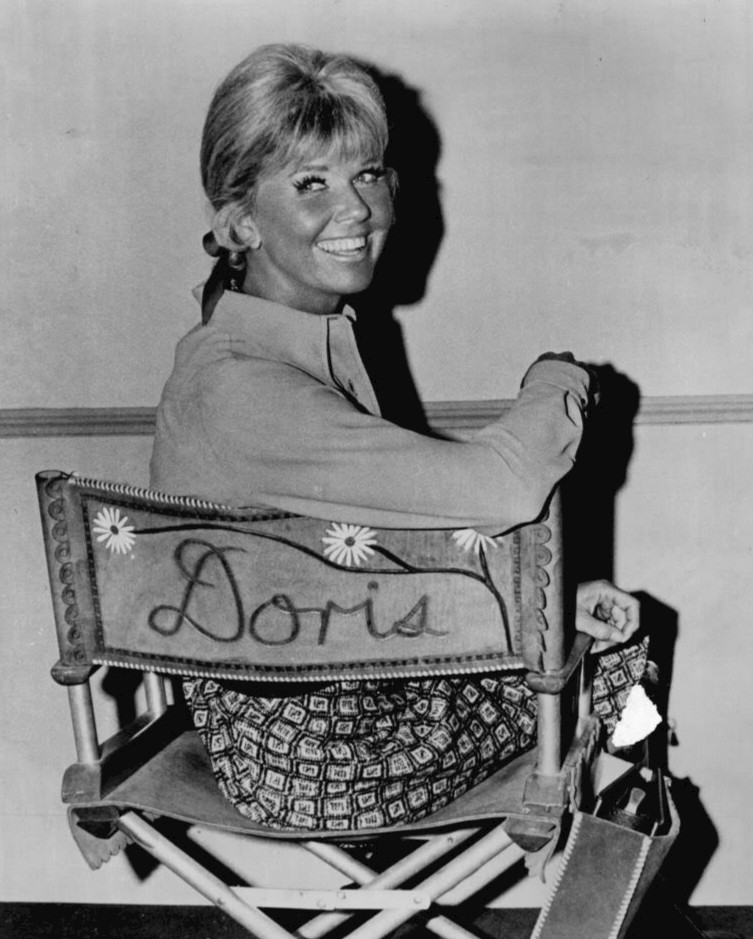

Doris Martin, vedova e madre di due giovani figli, Billy e Toby, va a vivere in un ranch fuori San Francisco dopo aver vissuto nelle grandi città per la maggior parte della sua vita. Altri personaggi in questa fase iniziale della serie includono il padre di Doris, Buck (Denver Pyle), e il loro bracciante e tuttofare, Leroy (James Hampton). La loro governante inizialmente è Aggie Thompson, interpretata da Fran Ryan che lasciò la serie dopo i primi 10 episodi, che viene poi sostituita, senza alcuna spiegazione, da Juanita, interpretata da Naomi Stevens.

### Stagione 2
Nella stagione 1969-70, Doris Martin comincia a fare la pendolare dal ranch a San Francisco, dove lavora come segretaria per una rivista, Today's World. Vengono aggiunti alcuni nuovi personaggi. McLean Stevenson interpreta il suo capo redattore, Michael Nicholson, e la sua amica e collega di lavoro, Myrna Gibbons, viene interpretata da Rose Marie in un ruolo simile a quello suo più famoso di Sally Rogers in The Dick Van Dyke Show. Paul Smith interpreta Ron Harvey, il vicedirettore. Pyle e Hampton appaiono ancora qualche volta durante questa stagione.

### Stagione 3
All'inizio della stagione 1970-71, stanca di fare la pendolare tra il suo posto di lavoro e il ranch, Doris e i suoi figli si trasferiscono a San Francisco, in un appartamento sopra un ristorante italiano di proprietà di Louie e Angie Pallucci (Bernie Kopell e Kaye Ballard). Louie in un primo momento è arrabbiato con Angie perché questa ha affittato l'appartamento, ma alla fine cede e diviene amichevole dopo che Billy e Toby elogiano la sua pizza. Angie diventa anche una delle migliori amiche di Doris. Al lavoro, Doris inizia a scrivere articoli per la rivista, sotto Mr. Harvey, il vicedirettore, ma resta ancora prevalentemente una segretaria. La maggior parte dei personaggi della stagione precedente rimane anche in questa, con le eccezioni dei personaggi di Pyle e di Hampton (che appaiono brevemente solo per qualche episodio). In questa stagione, il signor Willard Jarvis (Billy De Wolfe) si trasferisce all'appartamento accanto a quella di Doris, causando guai a lei e alla sua famiglia in alcuni episodi.

### Stagioni 4 e 5
La quarta stagione, 1971-72, vede il cambiamento più radicale nella serie. Il personaggio di Doris diviene improvvisamente una rampante donna in carriera. L'intero cast, eccetto la Day, lascia, compresi i due figli, con la breve spiegazione che i ragazzi sono tornati alla fattoria di Buck per aiutarlo. Doris Martin ha ora un nuovo direttore, Cy Bennett (John Dehner), e non è più una segretaria ma un editorialista a tempo pieno, e, in seguito, condirettrice della rivista. Jackie Joseph si unisce al cast nel ruolo di Jackie Parker, amica di Doris. Doris viveva ancora nello stesso appartamento, ma nella quinta stagione i Pallucci cedono il ristorante. Il signor Jarvis acquista l'edificio, fatto che ha allarmato Doris ma che comunque lei accetta. Doris viene raffigurata come se fosse sempre stata una giornalista e non vi è nessun riferimento al fatto che era stata solo una segretaria nelle stagioni precedenti. La serie continua con questo format fino a quando viene poi cancellata nel 1973.

## Personaggi

### Personaggi principali
- Doris Martin (stagioni 1-5), interpretata da Doris Day.
- Billy Martin (stagioni 1-3), interpretato da Philip Brown.
- Toby Martin (stagioni 1-3), interpretato da Todd Starke.
- Buck Webb (stagioni 1-3), interpretato da Denver Pyle.
- Leroy B. Simpson (stagioni 1-3), interpretato da James Hampton.
- Myrna Gibbons (stagioni 2-3), interpretata da Rose Marie.
- Michael Nicholson (stagioni 2-3), interpretato da McLean Stevenson.
- Ron Harvey (stagioni 2-3), interpretato da Paul Smith.
- Cyril Bennett (stagioni 4-5), interpretato da John Dehner.
- Jackie Parker (stagioni 4-5), interpretato da Jackie Joseph.

### Personaggi secondari
- Juanita (stagione 1), interpretata da Naomi Stevens.
- Aggie Thompson (stagione 1), interpretato da Fran Ryan.
- Mr. Murray Lohman (stagioni 1-5), interpretato da Henry Corden.
- Grace Henley (stagioni 1-5), interpretato da Peggy Rea.
- Maxwell Digby (stagioni 1-2), interpretato da Woodrow Parfrey.
- Jules (stagioni 2-4), interpretato da Luis de Córdova.
- Willard Jarvis (stagioni 3-5), interpretato da Billy De Wolfe.
- Angie Pallucci (stagioni 3-4), interpretata da Kaye Ballard.
- Louie Pallucci (stagioni 3-5), interpretato da Bernie Kopell.
- Edgar (stagioni 3-4), interpretato da Charles Wagenheim.
- Duke (stagione 3), interpretato da Larry Storch.
- dottor Peter Lawrence (stagioni 4-5), interpretato da Peter Lawford.

## Produzione
La serie fu prodotta da Arwin Productions e girata negli studios della CBS e negli studios della Paramount a Los Angeles in California. Terry Melcher, produttore esecutivo della serie, era il figlio di Doris Day.

### Registi
Tra i registi della serie sono accreditati:
- Reza Badiyi (23 episodi, 1970-1971)
- William Wiard (15 episodi, 1969-1973)
- Bruce Bilson (12 episodi, 1968-1972)
- Coby Ruskin (9 episodi, 1969-1970)
- Gary Nelson (8 episodi, 1968-1969)
- Denver Pyle (8 episodi, 1970)
- Bob Sweeney (7 episodi, 1968)
- Marc Daniels (7 episodi, 1971-1973)
- Harry Falk (5 episodi, 1968-1969)
- Richard Kinon (5 episodi, 1971-1973)
- Lee Philips (5 episodi, 1971-1973)
- Roger Duchowny (5 episodi, 1972-1973)
- Frederick de Cordova (4 episodi, 1970)
- Norman Tokar (4 episodi, 1971-1972)
- Earl Bellamy (2 episodi, 1969-1970)
- Hal Cooper (2 episodi, 1969-1970)
- Lawrence Dobkin (2 episodi, 1969)
- Irving J. Moore (2 episodi, 1971)

## Sigla
La sigla d'apertura di ogni puntata vede Doris Day che canta una versione ri-registrata del brano Que Sera, Sera (Whatever Will Be, Will Be) di Ray Evans e Jay Livingston. La canzone era stata introdotta dalla Day nel film del 1956 di Alfred Hitchcock L'uomo che sapeva troppo, nel quale recitava accanto a James Stewart. Nonostante il montaggio iniziale di immagini cambiasse da stagione a stagione, Doris Day che canta la canzone fuori campo durante la sigla d'apertura rimase l'unica costante per tutta la serie, con una versione più adatta alle famiglie (che include un coro di bambini) nella prima stagione e una versione più adatta agli adulti (con un ritmo più forte) nelle stagioni 4 e 5.

## Distribuzione
La serie fu trasmessa negli Stati Uniti dal 1968 al 1973 sulla rete televisiva CBS. È stata poi pubblicata in DVD negli Stati Uniti dalla MPI Media Group nel 2005. 
In Italia è stata trasmessa con il titolo Doris Day Show.
Alcune delle uscite internazionali sono state:
- negli Stati Uniti il 24 settembre 1968 (The Doris Day Show)
- in Svezia il gennaio 1970
- in Francia il 25 luglio 1979 (Doris comédie)
- in Spagna (Doris Day o El show de Doris Day)
- in Germania Ovest (Doris Day in...)
- in Italia (Doris Day Show)

## Episodi
| Stagione         | Episodi | Prima TV USA |
| ---------------- | ------- | ------------ |
| Prima stagione   | 28      | 1968-1969    |
| Seconda stagione | 26      | 1969-1970    |
| Terza stagione   | 26      | 1970-1971    |
| Quarta stagione  | 24      | 1971-1972    |
| Quinta stagione  | 24      | 1972-1973    |